# Poljski brest
Poljski brest (znanstveno ime Ulmus minor) je hitro rastoče listopadno drevo, ki je samoniklo po osrednjem delu Evrope, Male Azije, pa vse do Irana. Na severu ga je mogoče najti vse do baltiških otokov, kamor pa ga je najverjetneje razširil človek.

## Opis
Poljski brest zraste v višino med 20 in 35 metrov in ima krošnjo široko od 18 do 25 m. Krošnja je pri mlajših drevesih ovalna do pahljačasta, starejša drevesa imajo najpogosteje kupolasto. Veje so običajno široko razprte. Listi so po obliki različni, vsi pa so enostavni, široko ovalni do skoraj okrogli. V dolžino dosežejo do 10, v širino pa do 5 cm. Rob listov je dvojno nazobčan. Zgornja listna ploskev je temno zelene barve in je rahlo bleščeča. Spodnja stran listov je svetlejša in lahko dlakava. V jeseni listje porumeni. Lubje mladih poganjkov je rjavo, pogosto s plutastimi izrastki. Na starejših vejah je lubje rdeče-rjavo do rjavo. Skorja debla je rjave ali temno rjave barve in je vzdolžno globoko razpokana. Drevo cveti pred olistanjem, od marca do aprila, cvetovi pa so rjavo-rdeče barve in so nevpadljivi. Plodovi so okrogli in ploščati rjavi krilati oreški. Premer ploda je običajno 1,5 cm. 

## Razširjenost in uporabnost
Poljski brest najbolje uspeva na zmerno suhih do zmerno vlažnih, globokih, bogatih in rahlih tleh Evrope in zahodne Azije. Dobro prenaša vročino in občasno sušo apnenčastega sveta. Dobro uspeva tudi na tleh, ki občasno poplavljajo, pa tudi v mestih. Veter dobro prenaša.
Les poljskega bresta je trd, ne poka in je zaradi svoje kakovosti cenjen v mizarstvu. V vodi je trajen. Gostota lesa je okoli 640 kg/m³. Danes se najpogosteje uporablja za izdelavo furnirja, za izdelavo čolnov in mostov. V preteklosti so ga uporabljali za izdelavo lokov in za kopita za puške. Vsebuje veliko kremenčeve kisline in vsebuje delce kalcijevega oksalata.
V Sloveniji je poljski brest danes manj pogost zaradi holandske bolezni brestov, ki je v začetku 21. stoletja uničila veliko dreves.